# Communauté de communes Spelunca-Liamone
La communauté de communes Spelunca-Liamone est une communauté de communes , située dans le département de la Corse-du-Sud et la région Corse.
Elle est née de la fusion de communauté des communes du Liamone et de la communauté de communes des Deux Sevi.

## Historique
Le projet de schéma départemental de coopération intercommunale de 2015 impose une fusion aux deux structures intercommunales car le seuil de population de 5 000 habitants n'est pas atteint.
Le 17 octobre 2017, par arrêté préfectoral, elle devient la communauté de communes Spelunca-Liamone.

## Composition
La communauté de communes est composée des 33 communes suivantes :

| Nom                  | Code Insee | Gentilé        | Superficie (km2) | Population (dernière pop. légale) | Densité (hab./km2) |
| -------------------- | ---------- | -------------- | ---------------- | --------------------------------- | ------------------ |
| Vico (siège)         | 2A348      | Vicolais       | 52,13            | 1 007 (2022)                      | 19                 |
| Ambiegna             | 2A014      |                | 6,12             | 79 (2022)                         | 13                 |
| Arbori               | 2A019      | Arborais       | 20,03            | 51 (2022)                         | 2,5                |
| Arro                 | 2A022      |                | 8,84             | 80 (2022)                         | 9                  |
| Azzana               | 2A027      | Azzanais       | 12               | 50 (2022)                         | 4,2                |
| Balogna              | 2A028      | Balognais      | 27,75            | 141 (2022)                        | 5,1                |
| Calcatoggio          | 2A048      | Calcatoggiais  | 22,65            | 517 (2022)                        | 23                 |
| Cannelle             | 2A060      | Cannelais      | 3,41             | 72 (2022)                         | 21                 |
| Cargèse              | 2A065      | Cargésiens     | 45,99            | 1 193 (2022)                      | 26                 |
| Casaglione           | 2A070      |                | 14,73            | 509 (2022)                        | 35                 |
| Coggia               | 2A090      |                | 31,33            | 808 (2022)                        | 26                 |
| Cristinacce          | 2A100      | Cristinaccais  | 20,45            | 72 (2022)                         | 3,5                |
| Évisa                | 2A108      | Avisiens       | 67,28            | 225 (2022)                        | 3,3                |
| Guagno               | 2A131      | Guagnais       | 42,72            | 149 (2022)                        | 3,5                |
| Letia                | 2A141      |                | 36,44            | 120 (2022)                        | 3,3                |
| Lopigna              | 2A144      | Lopignais      | 19,53            | 109 (2022)                        | 5,6                |
| Marignana            | 2A154      | Marignanais    | 55,09            | 102 (2022)                        | 1,9                |
| Murzo                | 2A174      |                | 21,44            | 99 (2022)                         | 4,6                |
| Orto                 | 2A196      |                | 16,21            | 71 (2022)                         | 4,4                |
| Osani                | 2A197      |                | 51,53            | 95 (2022)                         | 1,8                |
| Ota                  | 2A198      |                | 38,16            | 471 (2022)                        | 12                 |
| Partinello           | 2A203      |                | 18,66            | 96 (2022)                         | 5,1                |
| Pastricciola         | 2A204      | Pastricciolais | 46,32            | 92 (2022)                         | 2                  |
| Piana                | 2A212      | Pianais        | 62,63            | 458 (2022)                        | 7,3                |
| Poggiolo             | 2A240      |                | 12,15            | 107 (2022)                        | 8,8                |
| Renno                | 2A258      |                | 12,62            | 63 (2022)                         | 5                  |
| Rezza                | 2A259      |                | 13,46            | 70 (2022)                         | 5,2                |
| Rosazia              | 2A262      | Rosasiens      | 19,72            | 52 (2022)                         | 2,6                |
| Salice               | 2A266      |                | 21,89            | 88 (2022)                         | 4                  |
| Sant'Andréa-d'Orcino | 2A295      |                | 8,75             | 141 (2022)                        | 16                 |
| Sari-d'Orcino        | 2A270      |                | 22,09            | 351 (2022)                        | 16                 |
| Serriera             | 2A279      |                | 37               | 115 (2022)                        | 3,1                |
| Soccia               | 2A282      | Socciais       | 28,27            | 162 (2022)                        | 5,7                |

## Administration

### Siège
La communauté de communes a son siège à Sagone.

### Conseil communautaire
En 2017, 51 conseillers communautaires siègent dans le conseil selon la répartition de droit commun.
| Nombre de délégués | Communes                       |
| ------------------ | ------------------------------ |
| 7                  | Cargèse                        |
| 5                  | Vico                           |
| 4                  | Coggia                         |
| 2                  | Ota                            |
| 2                  | Calcatoggio, Casaglione, Piana |
| 1                  | Les autres communes            |

### Présidence
La communauté d'agglomération est actuellement présidée par 
| Période         | Période  | Identité         | Étiquette | Qualité                                       |
| --------------- | -------- | ---------------- | --------- | --------------------------------------------- |
| 14 janvier 2017 | En cours | François Colonna | DVD       | Maire de Vico ancien conseiller départemental |